# Buca (Turquia)
Buca é um distrito urbano da cidade de Esmirna, na Turquia. Tem 178 km² de área e em dezembro de 2021 tinha 517 963 habitantes (densidade: 2 909,9 hab./km²) e é um dos principais distritos área metropolitana de Esmirna.

## História
Buca era uma das áreas de assentamento preferidas da comunidade de levantinos de Esmirna. As grandes mansões que eles construíram no século XIX permanecem até hoje, a maioria delas restaurada.
O centro do distrito está situado um pouco para o interior, como o distrito de Bornova, com o qual compartilha pontos importantes em comum, e no terreno mais alto que comanda as margens sul da ponta do golfo de Esmirna. Buca existia desde os tempos bizantinos e era habitada por gregos, principalmente agricultores. No entanto, Buca começou a se desenvolver a partir do final do século XVII, quando o consulado francês em Esmirna se mudou para lá após a praga de 1676 e o sismo de Esmirna de 1688 que abalaram seriamente o núcleo de Esmirna como centro comercial internacional. Seus ricos residentes levantinos que adquiriam as vinhas ao redor tinham tipicamente origem latina, em oposição aos que originalmente vieram da Grã-Bretanha e que preferiam Bornova. Mas, no caso de Bornova e Buca, a concentração em termos de origem étnica estava longe de ter uma natureza exclusiva. No entanto, em 1770, após o fracasso da revolta de Orlov, uma revolta dos gregos na Grécia de hoje contra a ocupação otomana incentivada pelos nobres russos Orlov em 1770 (durante a Guerra Russo-Turca), muitos gregos de as regiões revoltadas fugiram do Peloponeso, Quios, Andros e Citera e se estabeleceram em Buca, contribuindo para o crescimento do local.
Mais tarde, em 1861, quando a ferrovia chegou a Buca de Esmirna, muitos europeus ricos da Esmirna construíram suas casas de verão em Buca. No entanto, devido ao seu crescimento substancial, Buca logo se tornou um subúrbio de Esmirna e as pessoas começaram a ficar lá permanentemente. No início do século 20, havia três igrejas ortodoxas gregas, duas escolas comunitárias gregas (uma para homens e uma para mulheres) e algumas escolas gregas particulares também, enquanto havia duas escolas particulares de inglês, uma escola católica de freiras e uma escola de monges. Os gregos, juntamente com outros habitantes cristãos, constituíam a maioria da população local, enquanto a população muçulmana (turca) era muito pequena. No entanto, os habitantes gregos foram expulsos em 1922 e fugiram para a Grécia, onde nomearam seu novo assentamento Neos Voutzas (que significa "Nova Buca"), perto de Atenas. Como resultado, hoje existem apenas uma igreja católica e uma igreja batista em serviço em Buca. Muitas casas do século XIX foram restauradas e ainda estão sendo usadas por instituições públicas ou particulares, embora muitas ainda precisem de cuidados. A área central de Buca poderia preservar seu tecido arquitetônico tradicional com base em residências de dois andares, enquanto blocos de apartamentos cresciam em suas extensões, como é o caso em todas as localidades da Turquia que tiveram que absorver a imigração. Existem vários parques municipais, notadamente um vasto projeto em andamento que compreende sete lagos artificiais.

## Educação
A Universidade Dokuz Eylül, uma das duas maiores universidades de Esmirna, tem seu campus principal recém-construído, localizado em Buca, na localidade chamada Tınaztepe. Embora a universidade tenha dependências espalhadas por todo o Esmirna, está amplamente associada a Buca, da mesma forma que a outra grande universidade, a Universidade Ege, está associada a Bornova.

## Hipódromo
O hipódromo de Esmirna está localizado em Buca, no bairro chamado Inyirinyer, ao longo da estrada para o centro metropolitano de Esmirna, e o hipódromo é conhecido sob o nome deste bairro (como irirer Hipodromu). A área de Inyirinyer costumava ser chamada de Kızılçullu, em referência a uma lenda segundo a qual Tamerlão teria estabelecido sua sede aqui durante seu cerco de 1402 a Esmirna ("Kızılçullu" significa "toalhas de cavalo vermelhas") e a população levantina de Buca, que possuía pomares e vinhedos aqui, havia nomeado a área com o nome não menos suposto de Paradiso.

## Galeria

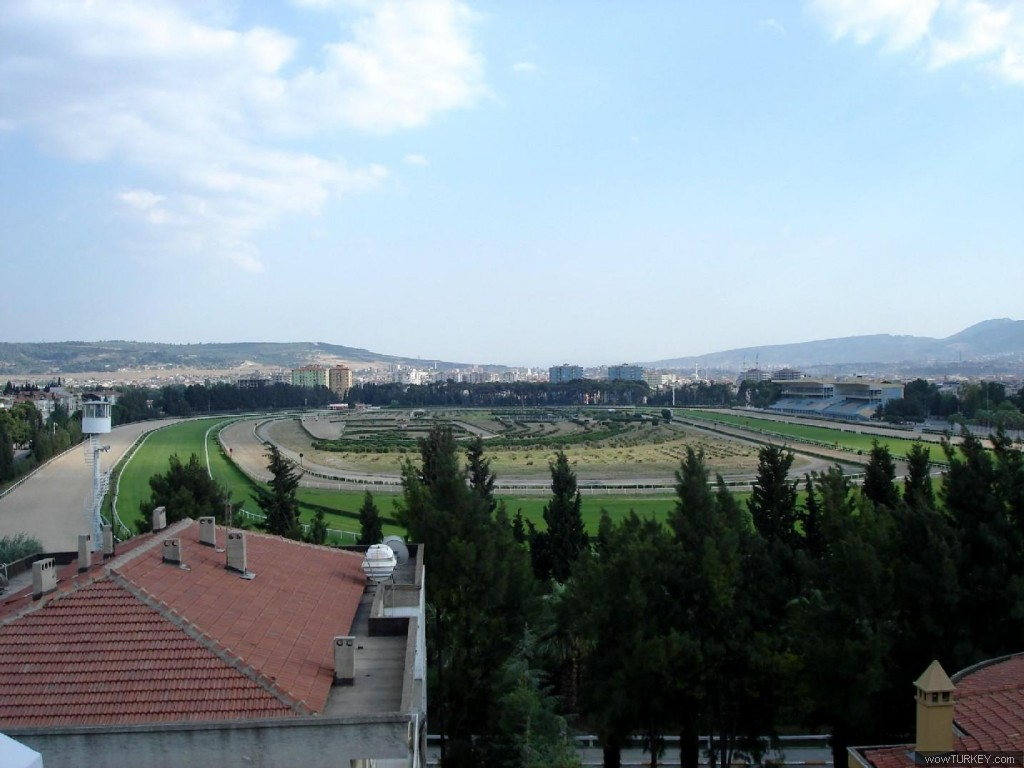
Hipódromo de Esmirna em Inyirinyer, Buca
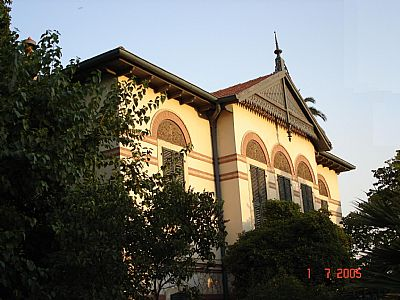
Casa levantina do século XIX em Buca
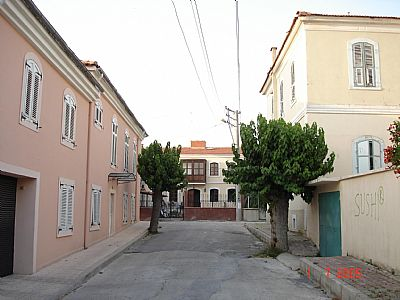
Rua de Buca com casas antigas
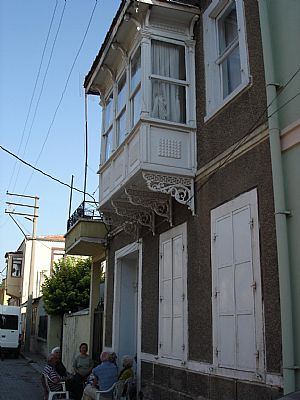
Estilo de vida descontraído em Buca